# Persoonsgebonden budget
Een persoonsgebonden budget (pgb) is in Nederland een geldbedrag waarmee mensen met of zonder beperking hun eigen zorg kunnen inkopen. Het is de tegenhanger van zorgverstrekking in natura (zorg in nature, ZIN). Een pgb kan in drie verschillende regelingen worden aangevraagd, dit is sinds 2015 geregeld in de Wet langdurige zorg (Wlz) en de Wet maatschappelijke ondersteuning (Wmo) evenals in de Jeugdwet (Jw). Het is verder ook mogelijk een pgb te ontvangen via de zorgverzekering (Zvw-pgb). Patiënten kunnen met een pgb zelf hun hulpverleners en begeleiders kiezen, en zelf beslissen waaraan het geld besteed wordt. Men kan dus, zo is de bedoeling, met het pgb de eigen zorg in eigen hand nemen. Per Saldo is de belangenorganisatie voor mensen met een persoonsgebonden budget.

## Indicatie
Om in aanmerking te komen voor een persoonsgebonden budget, moet er een indicatie gesteld worden. Bij de Wlz wordt de indicatie gesteld door het CIZ (Centrum Indicatiestelling Zorg). Bij een pgb in de Wmo en de Jeugdwet indiceert de gemeente. Bij bovenstaande indicatieorganen wordt de indicatie meestal aan de hand van een gesprek bij de zorgvrager thuis gesteld. Deze werkwijze is onder meer bedoeld om fraude te voorkomen. Door de gemeente wordt dit ook wel een keukentafelgesprek genoemd. Deze organisaties zullen aan de hand van de aanmelding bepalen wat de zorgvraag is en wat voor indicatie hierbij hoort. Meestal gaat dit in nauw overleg met wijkteams of een andere medisch specialist. De indicatie kan, naar keuze, mits aan alle voorwaarden wordt voldaan, worden verzilverd in de vorm van een pgb of 'zorg in natura' (via de 'gewone thuiszorg' of een andere zorgverlenende instelling).
Als iemand voor zorg in natura kiest, scheelt dat in de boekhouding, men hoeft dit namelijk niet zelf bij te houden. In dat geval is men echter meer afhankelijk van de instantie qua beschikbaarheid van de hulpverleners, en de vorm en de mate van hulp en zorg die men zal ontvangen.
Ook kan men met een pgb een deel van de zorg zelf inkopen en een ander deel in natura ontvangen. Op die manier kan men de thuiszorg bijvoorbeeld in natura ontvangen, en een activiteitenbegeleider inhuren met het pgb.

## Redenen voor een pgb
Er kunnen allerlei redenen zijn om voor een persoonsgebonden budget te kiezen:
- Men wil zelf zijn/haar leven vormgeven.
- Men wil baas in eigen huis blijven.
- Men wil zelf hulpverleners kiezen, zelf afspraken maken en zelf de financiën regelen.
- Men wil een vorm van zorg die niet door instellingen wordt aangeboden.
- Men wil zorg op tijden waarop die zorg niet door instanties wordt aangeboden.

Kiezen voor een persoonsgebonden budget betekent dat iemand zelf de hulp en begeleiding regelt. Patiënten moeten zelf voor de volgende taken zorgdragen:
- op zoek gaan naar hulpverleners of een instantie die de hulp inschakelt;
- concrete afspraken maken en overeenkomsten (contracten) sluiten met hulpverleners;
- de hulpverleners uitbetalen en de boekhouding bijhouden.

Werken met een persoonsgebonden budget heeft vaak veel meer omhanden dan de zorg in natura te ontvangen, maar kan ook in het voordeel werken. Wie een pgb heeft, kan zelf de zorg coördineren en kan hierdoor zichzelf als hulpbehoevend zien.

## Wat er kan met een pgb
Met een persoonsgebonden budget kan allerlei zorg worden ingekocht, zogenaamde zorgfuncties. Het recht op deze zorg staan in drie verschillende regelingen vastgelegd. Het hangt van de zorgvraag af onder welke regeling het pgb komt te vallen. Bij de Wlz staat dit landelijk vast, bij de Wmo bepaalt de gemeente het beleid en heeft een zorgplicht. Bij de zorgverzekering staan de zorgfuncties vast in de voorwaarden. Een aantal veel voorkomende vormen van zorg die kunnen worden ingekocht zijn:
- persoonlijke verzorging: hulp bij alledaagse handelingen zoals opstaan, douchen, aankleden, eten en drinken en/of naar het toilet gaan;
- verpleging, zoals hulp bij het gebruik van medicijnen, wondverzorging of beademing;
- ondersteunende begeleiding: ondersteuning bij activiteiten thuis en buiten de deur, zoals dagopvang;
- hulpmiddelen: rollator, rolstoel, stabiele scootmobiel, krukken;
- activerende begeleiding: leren omgaan met de handicap of problemen. Deze zorg is sinds 1 januari 2009 niet meer mogelijk via een pgb;
- kortdurend verblijf buitenshuis: weekendopvang, vakantieopvang of logeeropvang voor maximaal 104 dagen per jaar;
- ondersteuning en begeleiding bij de financiële thuisadministratie, door een budgetcoach;
- ZZP: zorgzwaartepakketten. Hiermee is het mogelijk beschermd te wonen. Deze pakketten bevatten meerdere zorgfuncties, maar altijd in combinatie met verblijf. Hiermee kan ook veelvuldig gelogeerd worden als bijvoorbeeld de wens er is zoveel mogelijk thuis of buiten een instelling te wonen. De eigen huur mag nooit uit een pgb worden betaald.

## Wat er niet kan met een pgb
Met een persoonsgebonden budget kan veel, maar niet alles. Wat mogelijk is hangt af van de hoogte van het toegekende budget en wat binnen de pgb-regeling is toegestaan.
Met het persoonsgebonden budget kunnen alle vormen van hulp en begeleiding ingekocht worden die binnen de genoemde zorgfuncties vallen, ook al is voor een bepaalde functie geen indicatie gekregen. Een voorbeeld: iemand is geïndiceerd voor persoonlijke verzorging maar wil graag een keer naar de stad. Deze persoon kan dan ook ondersteunende begeleiding inkopen. In dit geval gaat het ten koste van de persoonlijke verzorging, maar de pgb-houder kan zelf bepalen wat op zeker moment belangrijker is: persoonlijke verzorging of er even tussenuit.
Het persoonsgebonden budget mag ook worden besteed aan bemiddelingskosten voor het vinden van goede hulpverleners.
Met een pgb mag geen geneeskundige behandeling of therapie worden betaald. Het permanent verblijven in een instelling kan alleen gefinancierd worden met een ZZP-(zorgzwaartepakket-)pgb.
Behandelingen vanuit de GGZ mogen niet gefinancierd worden uit een pgb.
Een pgb mag ook niet gebruikt worden om te participeren, bijvoorbeeld voor begeleiding bij het halen van het theorierijbewijs.

## Werkgeverschap
Als iemand die zorg behoeft een arbeidsovereenkomst afsluit met een zorgverlener voor werk op vier of meer dagen per week (onafhankelijk van het aantal uren op die dagen) dan is hij of zij officieel werkgever met alle verplichtingen van dien.
Vanaf 2015 wordt de administratie aan het Servicecentrum PGB van de Sociale Verzekeringsbank uitbesteed. Dit wordt ook wel het trekkingsrecht genoemd.

## Vereiste vaardigheden
De Wlz vereist dat:
- de verzekerde naar het oordeel van het zorgkantoor in staat wordt geacht op eigen kracht, of met hulp van een vertegenwoordiger, de aan een budget verbonden taken en verplichtingen op verantwoorde wijze uit te voeren
- de verzekerde naar het oordeel van het zorgkantoor in staat wordt geacht, op eigen kracht of met hulp van een vertegenwoordiger, de door hem verkozen zorgaanbieders en mantelzorgers op zodanige wijze aan te sturen en hun werkzaamheden op elkaar af te stemmen, dat sprake is of zal zijn van verantwoorde zorg

De Wmo vereist dat:
- de cliënt naar het oordeel van het college voldoende in staat wordt geacht op eigen kracht tot een redelijke waardering van zijn belangen ter zake, dan wel in staat wordt geacht, met hulp uit zijn sociale netwerk of van zijn vertegenwoordiger, de aan een persoonsgebonden budget verbonden taken op verantwoorde wijze uit te voeren.

## Inkomenseffecten
Het persoonsgebonden budget geldt niet als inkomen, maar als een belastingvrije toeslag. Het pgb heeft dus geen invloed op andere financiële regelingen, zoals toeslagen of uitkeringen. Wel is er sprake van een inkomensafhankelijke eigen bijdrage.
Als iemand met het geld van een persoonsgebonden budget wordt betaald, dan is dat voor die persoon daarentegen wél inkomen.
Als iemand een gezinslid betaalt om zorg te verlenen, dan geldt het ook als inkomen, dan gaat het nominale gezinsinkomen omhoog. Dit kan grote gevolgen hebben: als de inkomensgrens wordt overschreden kunnen bepaalde andere subsidies in het geding komen, zo kan de toeslagen of uitkering worden gekort.

## Seksuele dienstverlening
Een controversieel onderwerp binnen het pgb is of seksuele handelingen ook vallen onder zorg. Soms verlangt de hulpvrager ook seksuele diensten van de verzorger, die hier al of niet aan voldoet. De Kamerfracties van CDA, PvdA en SP zijn er tegen en hebben hierover Kamervragen gesteld. De minister stelt in de antwoorden dat het verboden is aan het verlangen te voldoen op basis van artikel 249 tweede lid van het Wetboek van Strafrecht dat degene strafbaar stelt die “werkzaam in de gezondheidszorg of maatschappelijke zorg, ontucht pleegt met iemand die zich als patiënt of cliënt aan zijn hulp of zorg heeft toevertrouwd”.
Seksuele dienstverlening buiten de gezondheidszorg of maatschappelijke zorg is wel toegestaan, maar kan volgens de minister niet uit het pgb betaald worden.
Per Saldo, de belangenvereniging voor mensen met een pgb, heeft hier geen problemen mee zo lang het vrijwillig gebeurt en de zorgvraag vooraf helder is.
FleksZorg, die seksuele diensten levert aan mensen met een lichamelijke of verstandelijke beperking of beperking van psychiatrische aard, stelt dat die wel uit het pgb betaald kunnen worden.
De Stichting Alternatieve Relatiebemiddeling (SAR), die seksuele diensten levert aan mensen met een lichamelijke en/of verstandelijke handicap, noemt niet het pgb, maar de bijzondere bijstand als mogelijkheid om eventueel de kosten vergoed te krijgen.

## Wijzigingen 2012
Bij de AWBZ is sinds 2012 voor nieuwe gevallen een pgb alleen mogelijk voor mensen die van het Centrum Indicatiestelling Zorg (CIZ) een ‘verblijfsindicatie’ hebben gekregen; het gaat om mensen die zoveel zorg nodig hebben, dat verblijf in een verpleeghuis of verzorgingstehuis wordt aangeraden. Nieuwe cliënten met een extramurale indicatie kunnen sinds 2012 dus niet meer voor een pgb kiezen.

## Wijzigingen 2013
Naar aanleiding van het Stabiliteitsprogramma Nederland 2012 van april 2012 zijn bezuinigingen op pgb's voor een bedrag van 150 miljoen euro per jaar in 2013 teruggedraaid, waardoor er meer mensen in aanmerking komen voor deze zorg. Daarnaast gaat de overheid wel strenger optreden tegen fraudeurs. Het komt nog steeds te vaak voor dat mensen misbruik maken van het pgb. Het kabinet biedt 30 miljoen euro aan voor de bestrijding van deze misdaad. Er werden ook rechercheurs ingeschakeld en van lieverlee wordt de budgetgarantie van het pgb afgebouwd. In de plaats komt vanaf 2014 en definitief en volledig vanaf 1 januari 2015 de sociale verzekeringsbank, waardoor de zorgvrager het geld niet meer zelf in handen krijgt.

## Toekomst
Ook in 2014 kunnen nieuwe cliënten met een verblijfsindicatie onder bepaalde voorwaarden nog steeds voor een pgb kiezen. In Nederland zijn een aantal Erkende pgb-bureaus die zijn gecertificeerd voor het adviseren, aanvragen en uitvoeren van de administratie. Deze bureaus hebben zich eind 2013 verenigd in de AEP: Alliantie Erkende PGB-bureaus. Per 2015 wordt er geen geld meer naar de cliënt gestuurd. 
In 2015 is het pgb verankerd in de wet. Iedereen die recht heeft op zorg mag deze inkopen via een pgb, mits een persoon in staat is deze regie zelf te kunnen voeren.

## Pendant in België
In Vlaanderen bestaat het begrip persoonsgebonden budget ook, maar het is uitsluitend bedoeld voor mensen met een handicap. De organiserende overheidsdienst heet Vlaams Agentschap voor Personen met een Handicap (VAPH). Daarnaast is er ook sprake van het PAB, het Persoonlijke-AssistentieBudget.